# Proviadana paralita
Proviadana paralita är en insektsart som beskrevs av Márquez Mayaudón 1965. Proviadana paralita ingår i släktet Proviadana och familjen vårtbitare. Inga underarter finns listade i Catalogue of Life.